# Yang Yang (S)
Yang Yang (楊陽S, Yáng YángP; Changchun, 14 settembre 1977) è un'ex pattinatrice di short track cinese, generalmente chiamata Yang Yang (S) per distinguerla dall'omonima connazionale.
Ha vinto 5 medaglie ai Giochi olimpici invernali (quattro ori e un bronzo) e 10 medaglie ai campionati mondiali (cinque ori, due argenti e tre bronzi).
Il suo nome significa luce del sole.

## Biografia
Fino all'età di 13 anni dovette allenarsi da sola, perché i club locali di pattinaggio non ritenevano che valesse la pena di investire su di lei. A 16 anni, partecipò alle Olimpiadi di Lillehammer 1994 e riuscì ad arrivare fino alla finale dei 1 000 metri, dove si piazzò quinta. Alta 1,70 metri, il suo allenatore era Qingshan Xin, mentre il suo hobby è suonare l'armonica a bocca.
Ai Giochi olimpici di Nagano 1998, vinse una medaglia d'argento in tutte e tre le gare di short track, mentre a Salt Lake City 2002 fu squalificata nei 1 500 metri, ma riuscì a vincere un'altra medaglia d'argento nella staffetta e una medaglia di bronzo nei 1 000 metri, nei quali la sua compagna di squadra Yang Yang (A) vinse la medaglia d'oro. Si ritirò dalle competizioni al termine della stagione 2001-2002 e andò a lavorare in televisione.
Nei risultati ufficiali il suo nome era riportato come Yang Yang (S), per distinguerla dalla sua compagna di squadra Yang Yang (A), della quale non è parente. Originariamente (S) stava per small («piccolo», in inglese) e la Yang veniva chiamata Yang Yang (L) per large («grosso»). Ma il comitato olimpico di Torino 2006 ha trovato il secondo termine offensivo e lo ha sostituito con Yang Yang (A). Benché i due nomi siano identici, i loro significati sono completamente diversi: quello di Yang Yang (A) significa bandiera volante, quello di Yang Yang (S) significa luce del sole.
Le due atlete hanno vinto insieme due medaglie d'argento in staffetta, alle olimpiadi di Nagano e di Salt Lake City, e nella gara dei 1 000 metri di Salt Lake City sono salite sul podio insieme (al primo e terzo posto).

## Palmarès

### Olimpiadi
- 5 medaglie:
  - 4 argenti (500 m, 1 000 m, staffetta a Nagano 1998; staffetta a Salt Lake City 2002)
  - 1 bronzo (1 000 m a Salt Lake City 2002)

### Mondiali
- 10 medaglie:
  - 5 ori (3 000 m staffetta a Gjøvik 1995; 3 000 m staffetta a Vienna 1998; 3 000 m staffetta a Sofia 1999; 3 000 m staffetta a Sheffield 2000; 3 000 m staffetta a Jeonju 2001)
  - 2 argenti (3 000 m staffetta a L'Aia 1996; classifica assoluta a Sofia 1999)
  - 3 bronzi (classifica assoluta a Sheffield 2000; 500 m, 1 000 m a Jeonju 2001)